# 金·迪肯斯
金柏莉·珍·迪肯斯（英語：Kimberly Jan Dickens，1965年6月18日—）是一位美國女演員，電視劇《驚嚇陰屍路》（2015年）。

## 生平
迪肯斯出生於阿拉巴馬州的亨茨維爾， 她畢業於該市的李高中，並且她就讀於田納西州納什維爾范德比爾特大學。獲得傳播學文學士學位。迪肯斯不久後搬到紐約，在那兒擔任服務生，在李斯特拉斯堡劇院和電影學院繼續學業，並畢業於美國戲劇藝術學院。

## 外部連結
- 金·迪肯斯在互联网电影资料库（IMDb）上的資料（英文）